# Бреке (комуна)
Комуна Бреке (швед. Bräcke kommun) — адміністративно-територіальна одиниця місцевого самоврядування, що розташована в лені Ємтланд у центральній Швеції.
Бреке 25-а за величиною території комуна Швеції. Адміністративний центр комуни — місто Бреке.

## Населення
Населення становить 6 675 чоловік (станом на вересень 2012 року). 
| Кількість населення комуни Бреке за 1970-2010 роки | Кількість населення комуни Бреке за 1970-2010 роки | Кількість населення комуни Бреке за 1970-2010 роки | Кількість населення комуни Бреке за 1970-2010 роки | Кількість населення комуни Бреке за 1970-2010 роки |
| -------------------------------------------------- | -------------------------------------------------- | -------------------------------------------------- | -------------------------------------------------- | -------------------------------------------------- |
| Рік                                                |                                                    |                                                    | Населення                                          |                                                    |
| 1970                                               | 1970                                               |                                                    | 9 938                                              | 9 938                                              |
| 1975                                               | 1975                                               |                                                    | 9 503                                              | 9 503                                              |
| 1980                                               | 1980                                               |                                                    | 9 224                                              | 9 224                                              |
| 1985                                               | 1985                                               |                                                    | 8 794                                              | 8 794                                              |
| 1990                                               | 1990                                               |                                                    | 8 739                                              | 8 739                                              |
| 1995                                               | 1995                                               |                                                    | 8 333                                              | 8 333                                              |
| 2000                                               | 2000                                               |                                                    | 7 577                                              | 7 577                                              |
| 2005                                               | 2005                                               |                                                    | 7 192                                              | 7 192                                              |
| 2010                                               | 2010                                               |                                                    | 6 885                                              | 6 885                                              |
| Джерело: SCB                                       |                                                    |                                                    |                                                    |                                                    |

## Населені пункти
Комуні підпорядковано 4 міські поселення (tätort) та низка сільських, більші з яких:
- Бреке (Bräcke)
- Єллє (Gällö)
- Челарне (Kälarne)
- Пільгрімстад (Pilgrimstad)
- Ставре (Stavre)
- Сундше (Sundsjö)
- Нигем (Nyhem)

## Міста побратими
Комуна підтримує побратимські контакти з такими муніципалітетами:
- Педерсерен, Фінляндія
- Тагева, Естонія

## Галерея

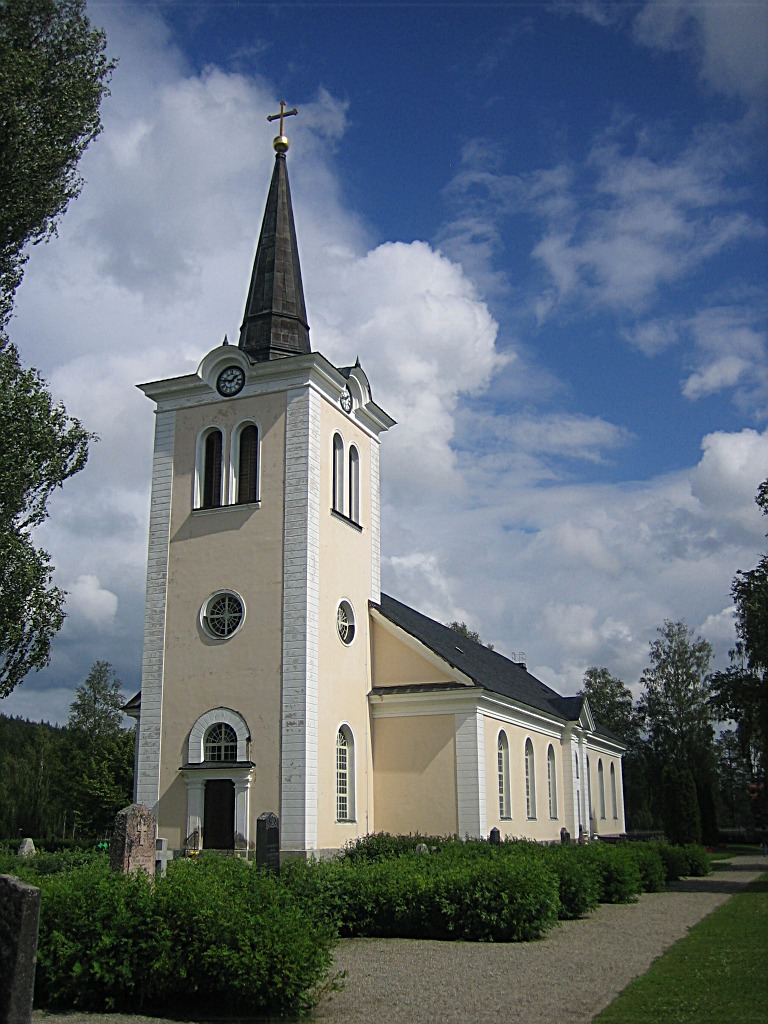
Церква (Ревсунд)
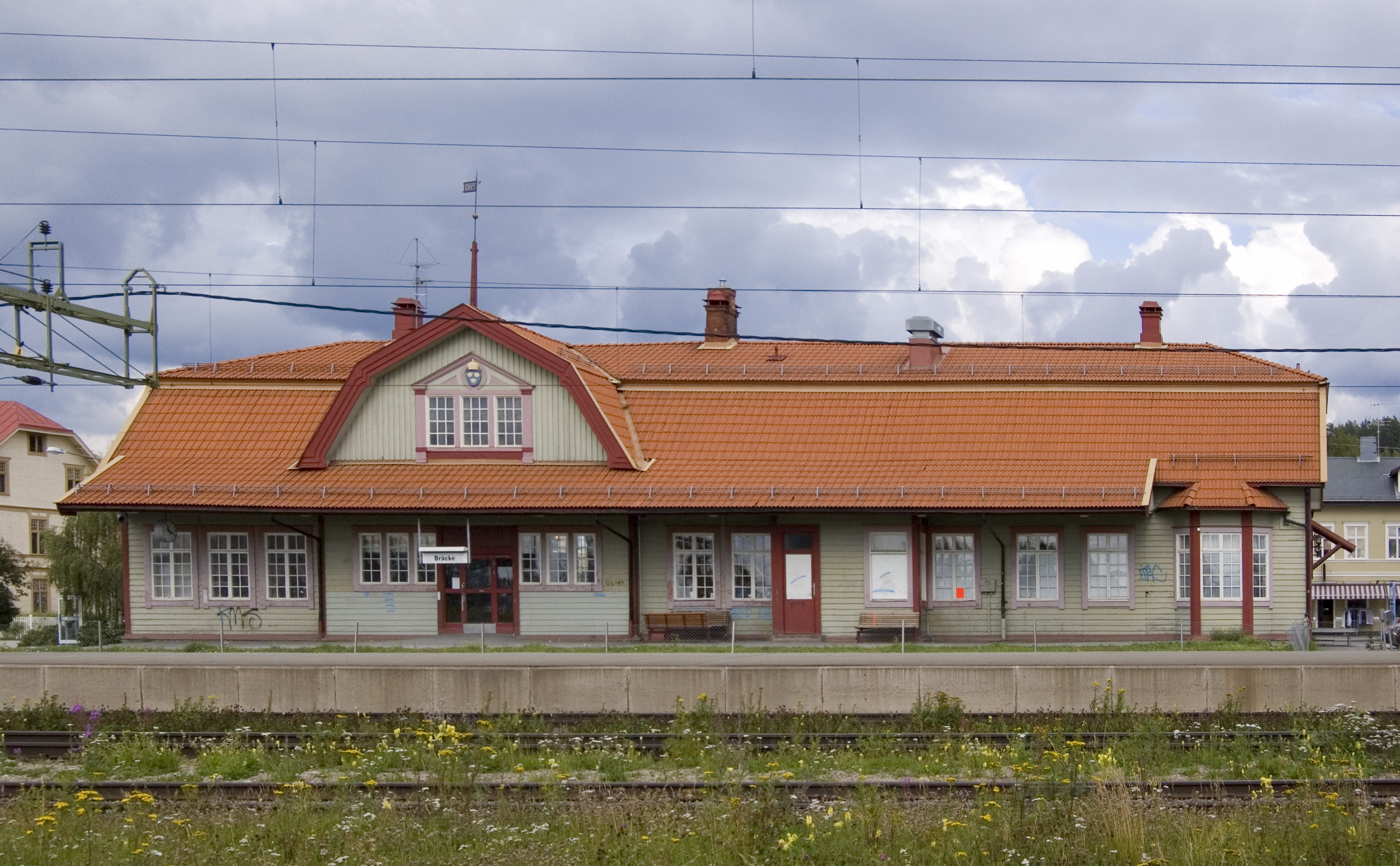
Залізнична станція Бреке
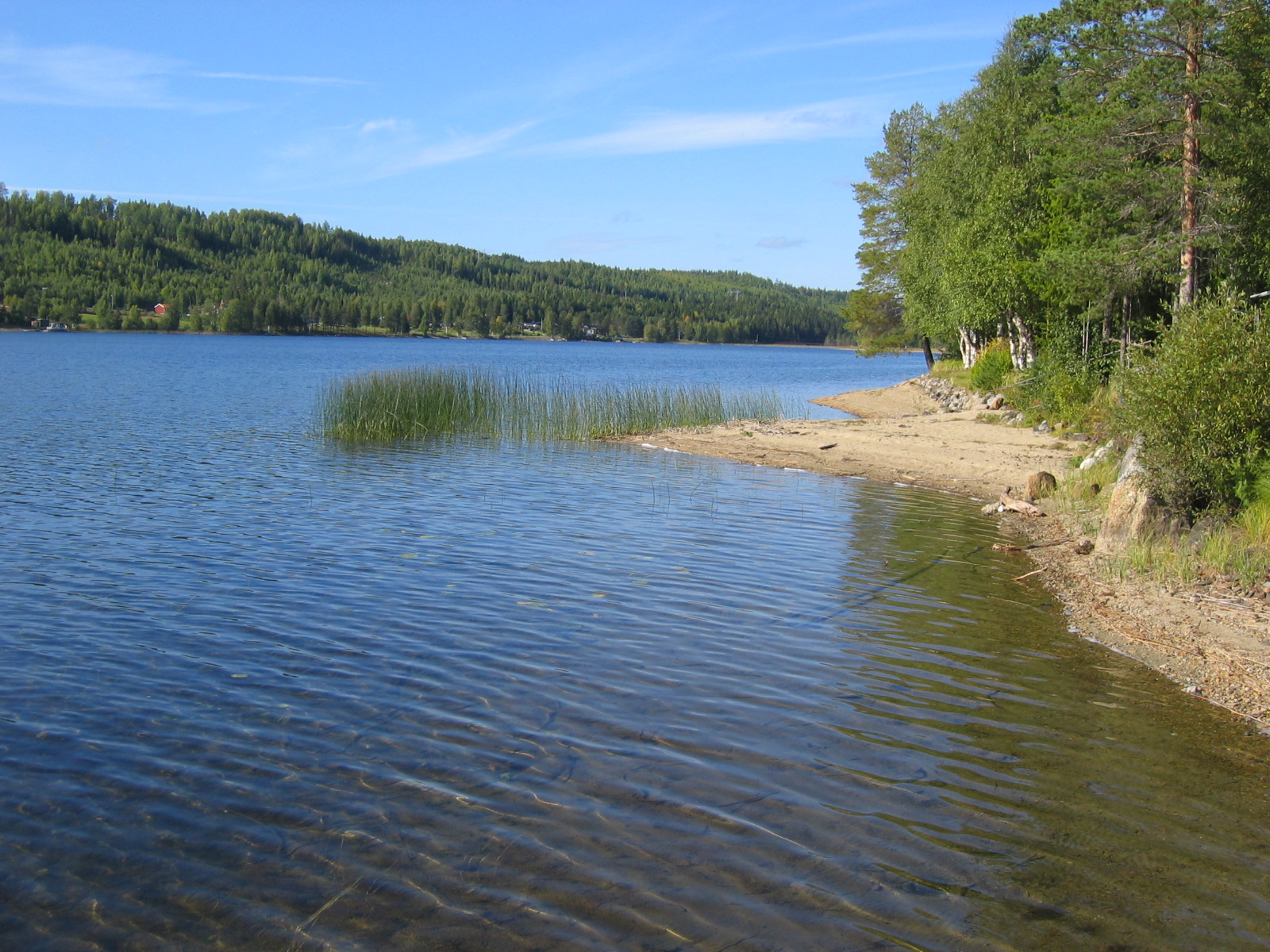
Озеро Ревсундсшен

## Виноски
1. ↑  https://www.sverigesradio.se/artikel/7090705
2. ↑  https://www.sverigesradio.se/artikel/jorgen-persson-s-slutar-som-kommunalrad-i-bracke-jag-har-natt-gransen
3. ↑  https://www.op.se/artikel/sven-ake-draxten-s-slutar-som-kommunalrad-tio-ar-som-kommunalrad-racker
4. ↑  https://www.sverigesradio.se/artikel/684594
5. ↑  Folkmangd i riket, lan och kommuner (шв.) . Центральне бюро статистики Швеції. Архів оригіналу за 20 серпня 2013. Процитовано 7 лютого 2013.